# Danilo Napolitano

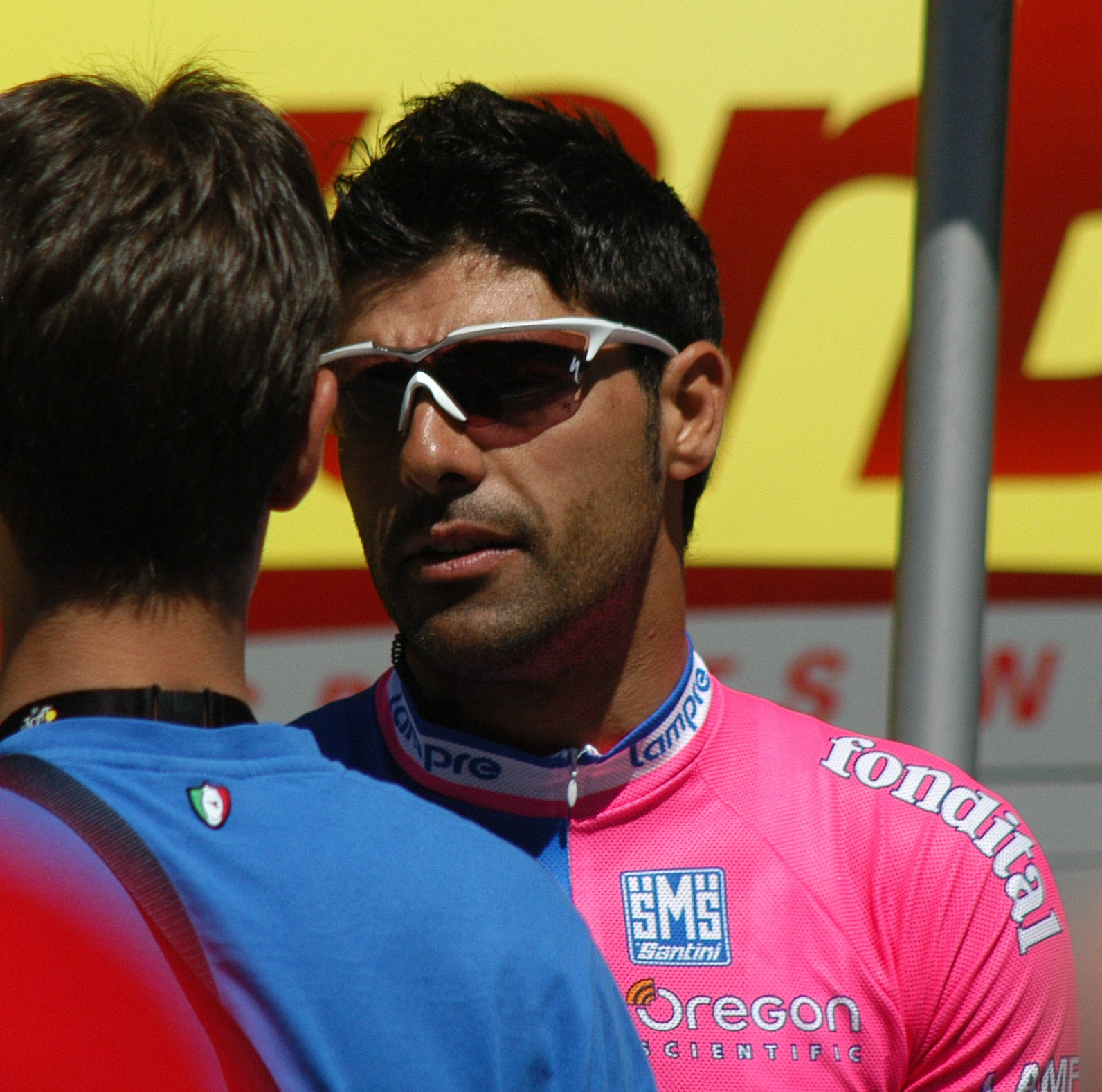
Danilo Napolitano

Danilo Napolitano (31 de janeiro de 1981, Vittoria) é um ciclista profissional italiano. 